# قايدو مارتينا
قايدو مارتينا (بالإيطالية: Guido Martina)‏ هو فنان قصص مصورة وكاتب سيناريو إيطالي، ولد في 9 فبراير 1916 في كارماجنولا في إيطاليا، وتوفي في 6 مايو 1991 في روما في إيطاليا.